# Никитская улица (Владимир)
Никитская улица — улица в историческом центре города Владимир. Проходит от Дворянской улицы до Лыбедской магистрали.
Улица является одной из границ сквера Н. В. Гоголя.

## История
Прошла по линии древнего оборонительного Никитского вала.
Историческое название дано по расположенной на углу с Княгининской улицей Никитской церкви, 1765 года постройки. В 1883 году напротив Никитской церкви владимирский купец Николай Философов на собственные средства благоустроил Никитский бульвар.
В советские времена носила название Первомайская, а сквер, соответственно, получил наименование Первомайского. В сквере установили бюст Н. В. Гоголя.
Историческое название возвращено в 1991 году.

## Достопримечательности
д. 1 — Реальное училище 
д. 3 — Земская управа (мемориальная доска М. А. Пономарёву) 
д. 5 — типография 
д. 19а — жилой дом 

## Галерея

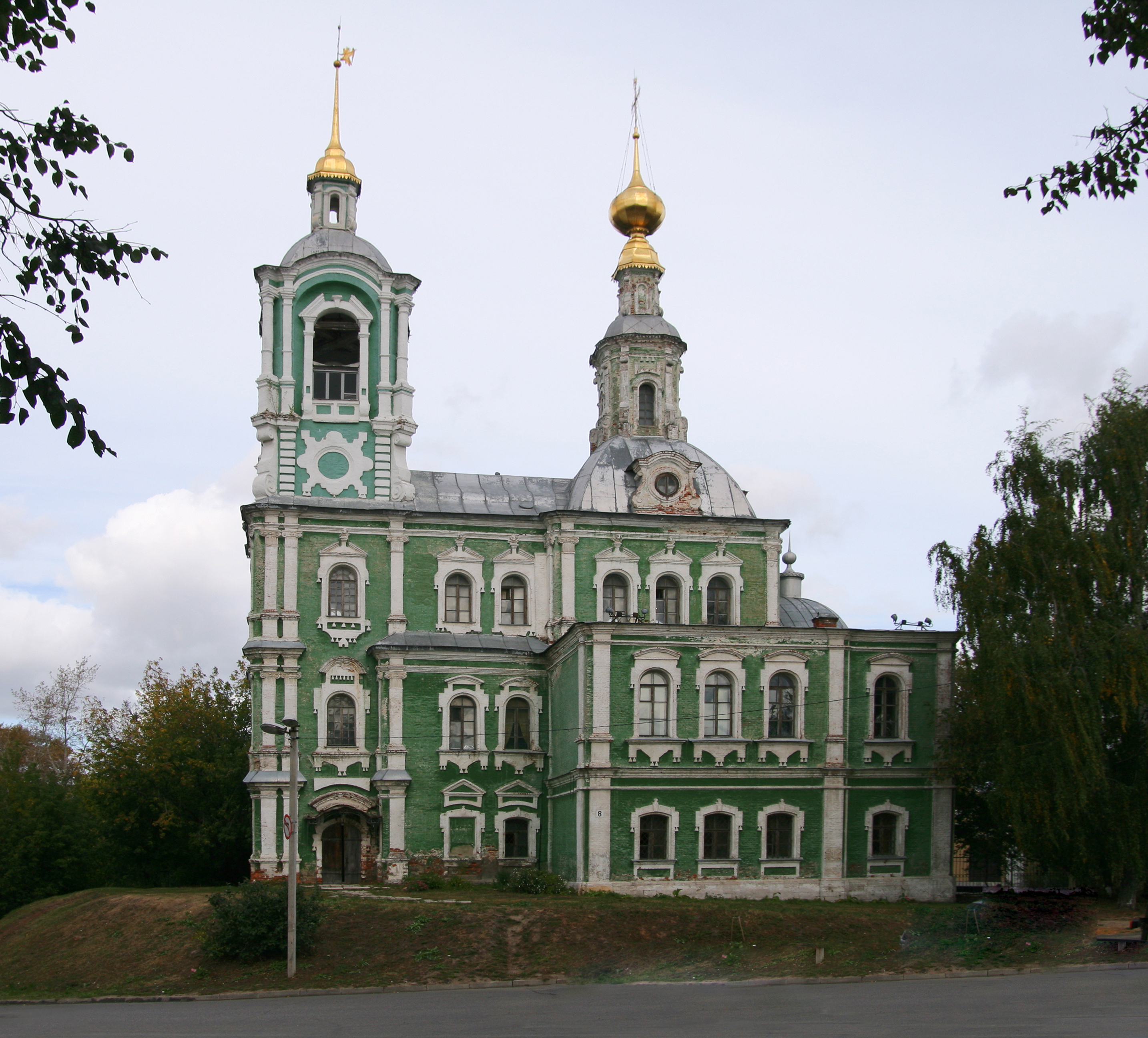
Никитская церковь
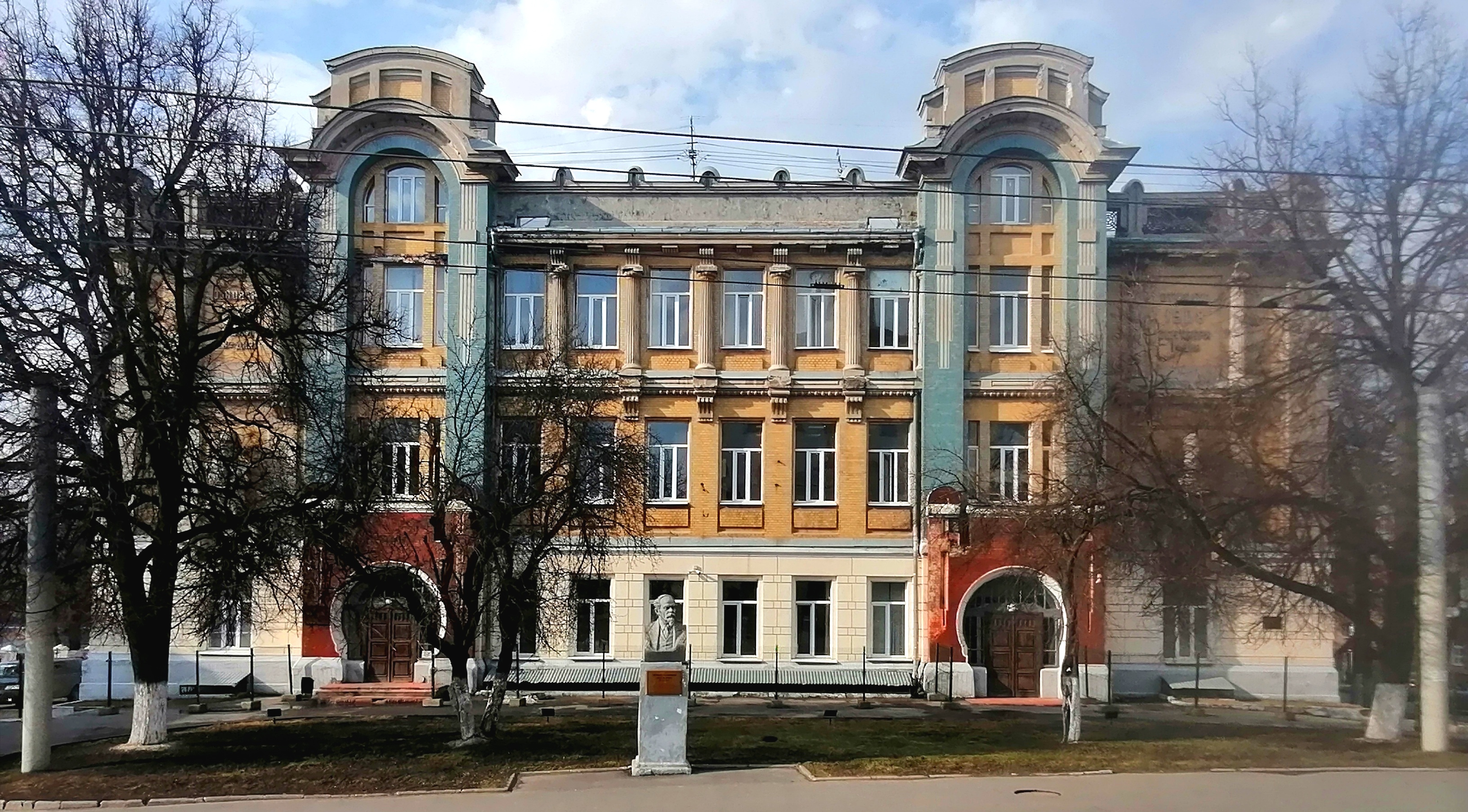
д. 1. Реальное училище
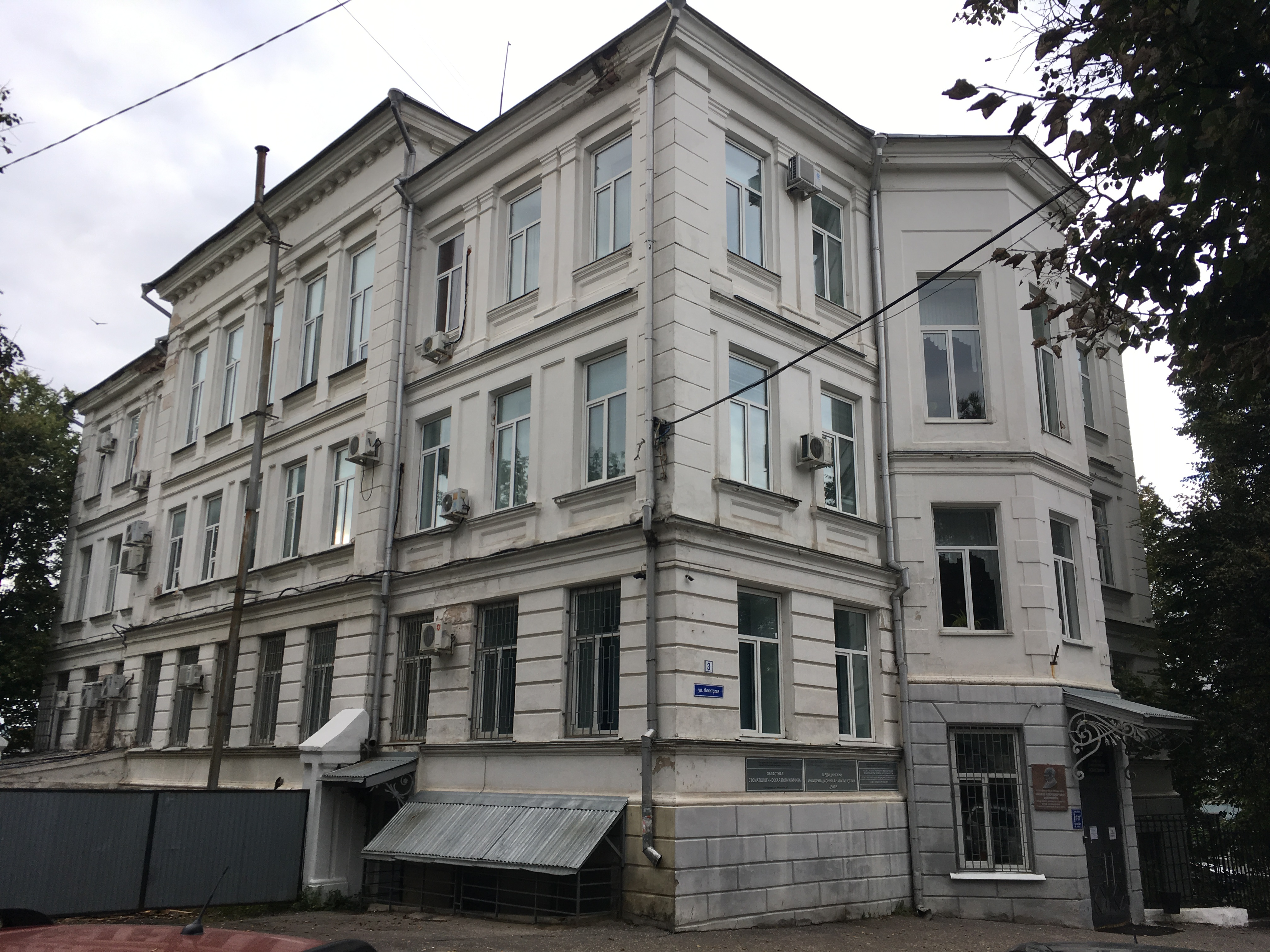
д. 3. Земская управа
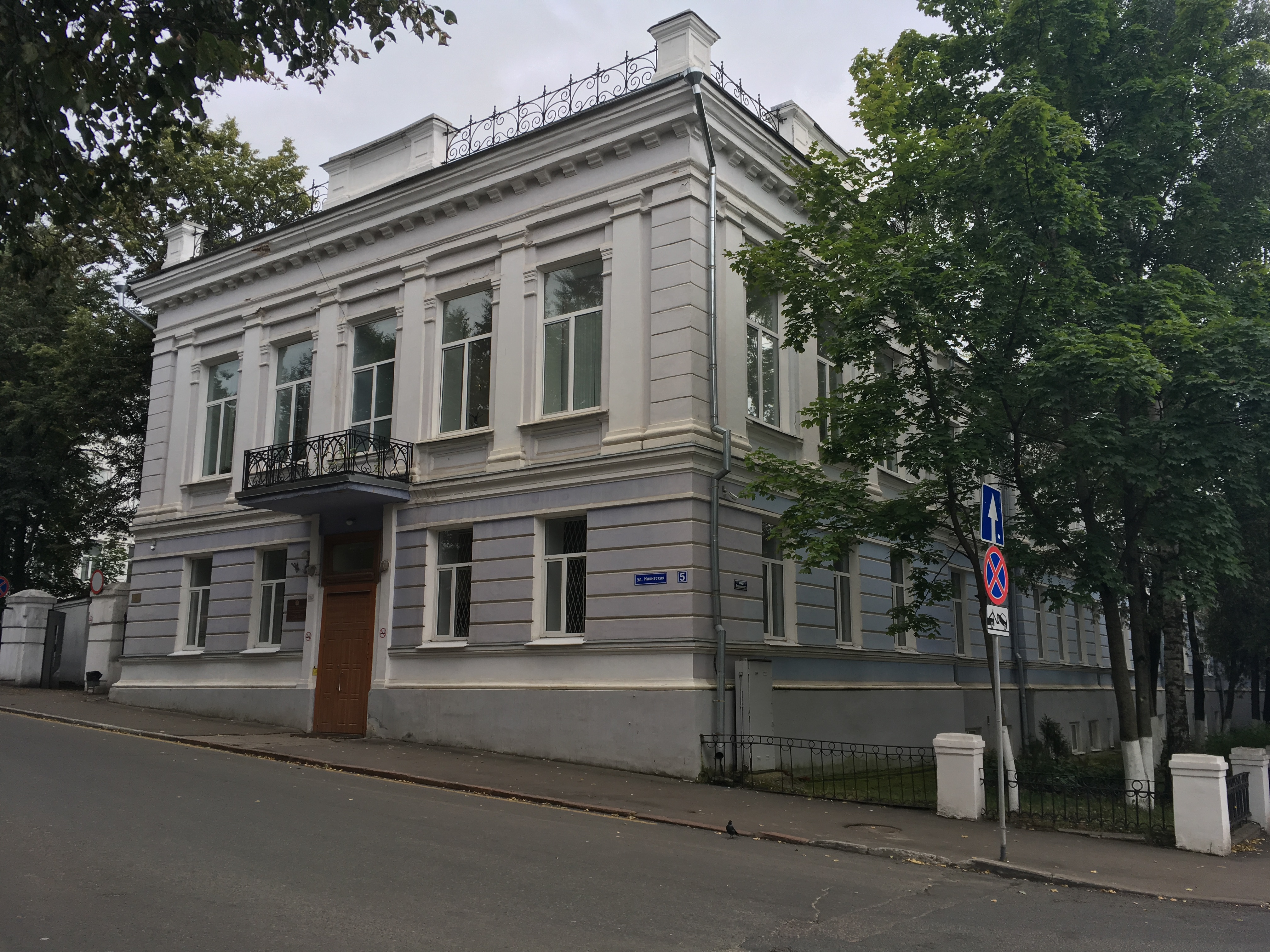
д. 5. Типография
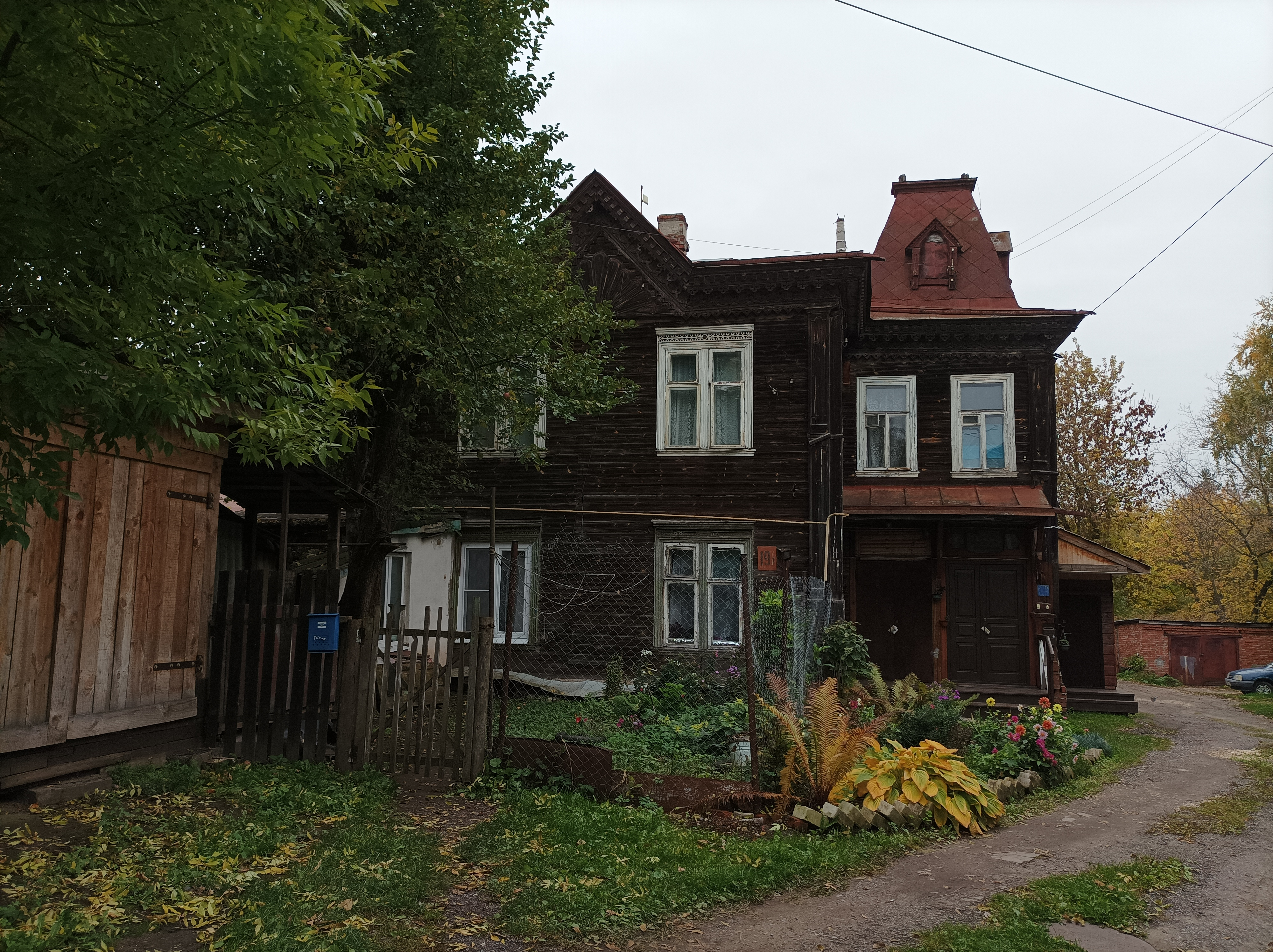
д. 19а